# Lucília Fraga
Lucília Fraga (Caetité, 6 de novembro de 1895 — São Paulo, 11 de julho de 1979) foi uma professora, desenhista e pintora brasileira, de estilo figurativo.

## Carreira artística
Nascida em Caetité, na Serra Geral, alto sertão da Bahia, onde a família Fraga teve um dos seus principais berços e grande importância sociopolítica até fins do século XIX. Bem nova, Lucília mudou-se com a família para Jaú, onde boa parte permaneceu, e depois para São Paulo.
Desde cedo inicia sua formação artística, como aluna de Henrique Bernadelli, no Rio de Janeiro e na capital paulista com Pedro Alexandrino Borges e Antônio Rocco. Suas irmãs Anita e Helena também foram artistas plásticas.
Avessa aos movimentos modernistas, Lucília manteve-se aliada ao academismo.
Radicou-se definitivamente em São Paulo, onde foi professora de desenho na Escola Padre Anchieta, além de atuar em júris e na organização de mostras.
Sua primeira exposição individual data de 1929. Neste mesmo ano expõe no Salão Nacional de Belas Artes, no Rio, merecendo a Menção Honrosa de Primeiro Grau. No ano seguinte, no mesmo evento, recebeu a premiação da Pequena Medalha de Prata. Ganhou a Pequena Medalha de Ouro do Salão Paulista de Belas Artes (1969).
Suas exposições permaneceram no circuito Rio-São Paulo, com exceção das mostras em Buenos Aires, nos anos de 1937 e 1939, em Salvador (1949) e Piracicaba. Recebeu, ao longo da carreira, diversas premiações.
Lucília dedicou-se à pintura retratando flores, especialmente orquídeas, embora conte na sua produção marinhas e paisagens. Suas obras podem ser encontradas em coleções particulares, alcançando boa cotação no mercado. O Centro Cultural São Paulo e a Pinacoteca do Estado de São Paulo possuem obras suas em seus respectivos acervos.
Sua última mostra foi em Santos, em 1970. Dentre seus ex-alunos destacam-se as artistas Ernestina Karman e Colette Pujol.

## Crítica
(…) Correta no desenho, forte colorista, a senhorita Fraga possui também o senso da composição. (O Estado de S. Paulo, edição de 29 de novembro de 1929).
(…) Como artista, a despeito de evidente sensibilidade cromática, caracterizou-se por uma visão conservadora, tradicionalista, dos seres e das coisas, reproduzindo mais do que interpretando. (José Roberto Teixeira Leite).